# Luna E-1A No.1
A Luna E-1A No.1, ou E-1 No.5, em russo Луна-2А ou "Luna-1C", (identificada pela NASA como Luna 1959A), foi a primeira de uma série de duas missões usando a plataforma E-1A, para o Programa Luna (um projeto soviético), tinha como objetivo, obter um impacto na Lua.
O lançamento da Luna E-1A No.1, estava previsto originalmente para 16 de Junho de 1959, mas foi adiado devido a uma falha na composição do combustível de um dos foguetes auxiliares. Ela foi lançada as 08:08 UTC de 18 de Junho de 1959, por um foguete foguete Luna, a partir da plataforma 1/5 do cosmódromo de Baikonur.
A intenção era de que a espaçonave efetuasse experimentos durante o seu voo em direção à Lua. Deveria também liberar sódio gasoso, para criar uma "nuvem do metal" que poderia ser observada da Terra, permitindo o seu rastreamento. Antes mesmo da liberação de informações sobre a sua missão, a NASA já havia identificado a espaçonave como sendo uma tentativa de impacto lunar, só que para dois dias antes da data efetiva do lançamento (só se soube do adiamento muito tempo depois).
Cento e cinquenta e três segundos depois do lançamento, devido a um problema no sistema giroscópico, o voo se desgovernou e a equipe de terra desligou os motores. O foguete caiu a 841 km de distância da plataforma de lançamento.
A sua sucessora idêntica, a Luna 2, obteve sucesso na missão.